# Windows Phone
Windows Phone — мобильная операционная система, разработанная Microsoft и вышедшая 11 октября 2010 года. 21 октября начались поставки первых устройств на базе новой платформы. В России телефоны с Windows Phone начали продаваться 16 сентября 2011 года, первым из них стал HTC 7 Mozart. 9 октября 2017 года исполнительный директор Microsoft Джо Бельфиор заявил о прекращении выпуска смартфонов на Windows 10 Mobile и обновлений для самой системы. В 2019 году компанией Microsoft официально заявлено, что поддержка Windows 10 Mobile будет прекращена 10 декабря того же года и было рекомендовано перейти на устройства с Android или iOS (в декабре 2019 этот срок был продлен до 14 января 2020).
Операционная система является преемником Windows Mobile, хотя и несовместима с ней (вообще это характерно для всех поколений мобильной операционной системы от Microsoft) с полностью новым интерфейсом и — впервые — с интеграцией сервисов Microsoft: игрового Xbox Live и медиаплеера Zune. В отличие от предшествующей системы, Windows Phone в большей степени ориентирован на рынок потребителей, чем на корпоративную сферу.
Операционная система Windows 10 для мобильных устройств получила название «Windows 10 Mobile» вместо Windows Phone 10.

## История

### Разработка
Работа над масштабным обновлением Windows Mobile могла начаться ещё в 2004 под рабочим названием «Photon», но процесс двигался  очень медленно, и в результате проект был закрыт. В 2008 году Microsoft переформировала команду Windows Mobile и начала разработку новой мобильной операционной системы. Выход продукта под названием Windows Phone был анонсирован на 2009 год, но в связи с несколькими отсрочками Microsoft решила разработать Windows Mobile 6.5 в качестве промежуточной версии. Причиной тому стала несовместимость новой операционной системы с приложениями Windows Mobile. Старший продакт-менеджер Windows Mobile Ларри Либерман также объяснил это стремлением Microsoft по-новому взглянуть на рынок мобильных телефонов, учитывая как интересы конечных пользователей, так и корпоративных сетей.

### Windows Phone 7
15 февраля 2010 года в Барселоне на Mobile World Congress 2010 Стивом Балмером впервые был анонсирован выход новой мобильной системы — Windows Phone 7. Первая версия была официально представлена 11 октября 2010 года, а 21 октября смартфоны на новой платформе появились в продаже в Европе (Великобритании, Германии, Франции, Испании и Италии) и Азиатско-Тихоокеанском регионе (Сингапуре, Австралии и Новой Зеландии). Windows Phone 7 была доступна только на пяти языках.

### Windows Phone 7.5
В феврале 2011 года на Mobile World Congress 2011 корпорация Microsoft впервые анонсировала следующее обновление Windows Phone, а уже в апреле на конференции MIX’2011 в Лас-Вегасе рассказала о подробностях этого обновления, которое получило название Mango. Позже компания официально заявила, что это обновление операционной системы получит порядковый номер 7.5. В новой версии, которая вышла в сентябре 2011 года, более 500 улучшений и дополнений, в том числе существенно повысивших скорость работы операционной системы. В системе обновился браузер Internet Explorer Mobile до версии 9, которая поддерживает аппаратное ускорение, HTML5 и Canvas. Появилась возможность использовать фронтальную камеру. Одно из важнейших изменений для русскоговорящих пользователей — это локализация на русский язык (интерфейс, клавиатура, совместимость с кириллицей). В общей сложности платформа теперь поддерживает 24 языка.
В феврале 2012 года на Mobile World Congress 2012 был продемонстрирован смартфон Nokia Lumia 610 с очередным обновлением операционной системы, являющимся частью Mango, в котором появилась поддержка процессоров с частотой 800 МГц и оперативной памятью в 256 Мб. Особенность данного обновления заключается в возможности выпуска на рынок смартфонов бюджетного сегмента. В марте это обновление было официально названо Windows Phone 7.5 Refresh.

### Windows Phone 7.8
В конце 2012 года в официальном блоге Windows Phone разработчики сообщили о запланированном выпуске в начале 2013 года обновления под номером 7.8, которое будет включать в себя некоторые новшества платформы Windows Phone 8: стартовый экран с настраиваемым размером «живых плиток», новый экран блокировки, создание рингтонов, передача данных через Bluetooth. 30 января 2013 года компания Nokia официально объявила о начале обновления своих аппаратов линейки Lumia до версии 7.8 (именно те аппараты, которые были выпущены с предустановленной Windows Phone 7/7.5), содержание анонсированных изменений.
Полноценного обновления смартфонов на Windows Phone 7.x до версии 8 не было, что официально подтвердила Microsoft из-за новой архитектуры и ядра Windows Phone 8. Официальная поддержка платформы Windows Phone 7 прекратилась через полтора года после выхода обновления под номером 7.8, в середине 2014 года. Версия 7.8 не только обновит текущие аппараты на Windows Phone 7/7.5, но и устанавливалась на бюджетные устройства.

### Windows Phone 8
20 июня 2012 года на организованной Microsoft конференции под названием Windows Phone Summit была анонсирована Windows Phone 8. Главное преимущество Windows Phone 8 — возможность объединить планшеты, смартфоны и персональные компьютеры в единую «экосистему», то есть возможность создания условий для разработчиков, облегчающих портирование программного обеспечения между этими устройствами. Новое поколение платформы будет основано на ядре NT и максимальное разрешение экрана аппаратов будет 1280×768 или 1280×720, в отличие от Windows Phone 7.x, которая основана на ядре CE с разрешением экрана 800×480.
29 октября 2012 года Microsoft официально представила следующее поколение платформы. Новшества Windows Phone 8 — Internet Explorer Mobile 10-й версии с функцией обнаружения вредоносных сайтов, поддержка многоядерных процессоров, технология обмена данными NFC, слот для карт памяти и другие. Пользователи получили возможность изменять размер «живых плиток» стартового экрана — теперь их три вида (маленькие, средние и большие).
Windows Phone 8.1
обновление мобильных устройств на базе ОС Windows Phone. Презентация нового обновления прошла 2 апреля 2014 года на ежегодном мероприятии компании Microsoft — Build 2014. 14 апреля 2014 года началась рассылка Preview-версии, которую можно установить, имея приложение для разработчиков «Preview for Developers»

### Windows 10 Mobile
21 января 2015 года Microsoft официально представила следующее поколение мобильной ОС Windows 10 Mobile для устройств с диагональю экрана до девяти дюймов. Операционная система является специальной редакцией Windows 10 и обеспечивает единую экосистему для разного рода устройств при помощи универсальной платформы Windows (Universal Windows Platform, сокр. UWP). 30 мая 2019 года Microsoft объявила, что будет поддерживать распространение игр на API Win32 в магазине приложений Microsoft Store; Фил Спенсер (который с тех пор был назначен главой всех игровых разработок в Microsoft и подчинялся непосредственно генеральному директору Сатье Наделла) объяснил, что разработчики предпочитают архитектуру и что она «позволяет производить настройку и осуществлять контроль [разработчиков и игроков], ожидаемый от открытой игровой экосистемы Windows». Было также объявлено, что будущие выпуски Xbox Game Studios для Windows будут доступны на сторонних платформах, таких как Steam, а не эксклюзивно для Microsoft Store. The Verge посчитал, что эти разработки согласуются с более крупными стратегиями руководителей, касающимися взаимодействия и сотрудничества с конкурентами, и были признанием Microsoft в том, что экосистема UWP была неудачной, также сославшись на усилия Microsoft отделить исключительные функции UWP от платформы, разрешение распространения программного обеспечения Win32 в Microsoft Store и неудачную Windows 10 Mobile.

## Характеристики

### Интерфейс пользователя

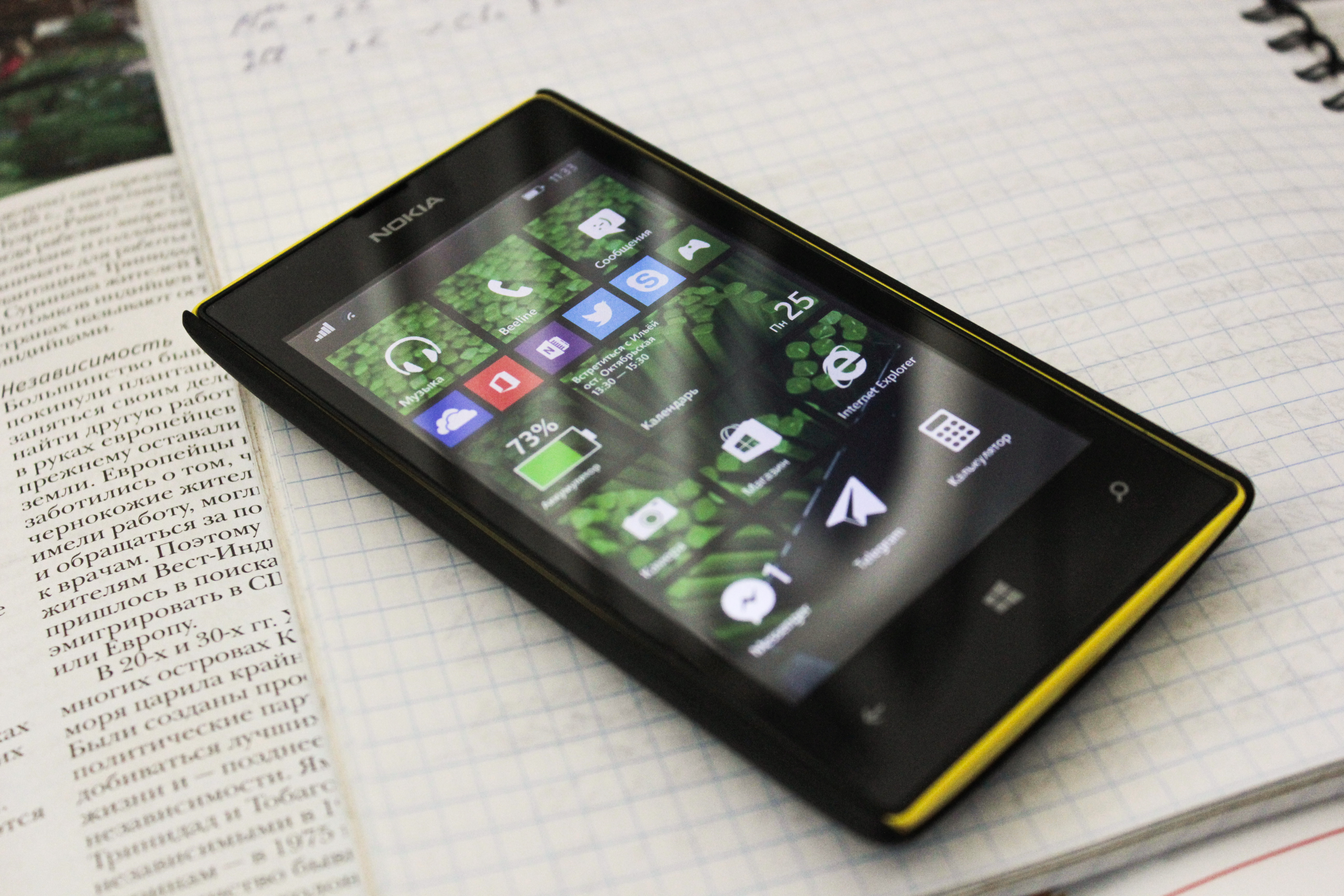
Nokia Lumia 520 с Windows Phone 8.1

Интерфейс пользователя основан на дизайнерской системе Windows Phone под названием Metro, принципы которой были ранее использованы в дизайне интерфейса Windows Media Center, Zune и Xbox. Начальный экран составляют так называемые «живые плитки» (англ. Live Tiles), которые отображают информацию в режиме реального времени без участия пользователя. Плитки также являются ссылками на приложения, различные функции и индивидуальные объекты (контакты, веб-страницы и т. д.). Пользователь может добавлять, перемещать или удалять плитки. Начиная с Windows Phone 8 размер плиток можно регулировать, выбирая между тремя размерами отображения.
Одно из нововведений интерфейса — «хабы» (англ. hubs) или, как описано на официальном сайте, «разделы», которые объединяют локальный и онлайн-контент благодаря интеграции Windows Phone с такими популярными социальными сетями, как Facebook и Twitter. Например, хаб Pictures («Изображения») показывает фотографии, сделанные камерой устройства, и фотоальбомы пользователя из Facebook, а хаб People («Люди») показывает контакты из разных источников, включая Windows Live, Facebook и Gmail. Из хабов пользователи могут напрямую комментировать, отмечать материалы, которые им нравятся, и делиться ими в социальных сетях. Среди других встроенных хабов есть также Xbox Music и Video, Xbox Live Games, Windows Phone Store и Microsoft Office.
Для управления Windows Phone использует технологию мультитач. Пользовательский интерфейс Windows Phone имеет тёмную тему для сохранения батареи на дисплее с органическим светодиодом (OLED), так как полностью чёрные пиксели не излучают свет. Но пользователи могут заменить фон на белый в меню настроек телефона.

### Ввод текста
Пользователи вводят текст, пользуясь экранной клавиатурой со специальной клавишей для добавления эмотиконов, возможностью проверки правописания и предиктивного ввода текста. С выходом Windows Phone 8.1 появилась возможность вводить текст с помощью Swipe Keyboard. После ввода слово можно редактировать прикосновением к экрану, которое выведет список похожих вариантов. К телефонам также можно подключать внешнюю клавиатуру для ввода текста.

### Обмен сообщениями
Windows Phone позволяет пользователям обмениваться сообщениями через различные платформы (например, Windows Live Messenger, сообщения в Facebook или SMS) в одном потоке.

### Веб-браузер
Internet Explorer на Windows Phone даёт пользователю возможность управлять списком любимых интернет-страниц и плиток, которые связывают веб-страницы с начальным экраном. Браузер поддерживает неограниченное количество открытых вкладок, которые могут загружаться параллельно. Среди других характеристик предусмотрено плавное приближение/отдаление анимации, возможность сохранять изображения с веб-страниц и делиться страницами по электронной почте.

### Контакты
Контактами можно управлять через хаб People («Люди») путём добавления вручную или импортирования с Facebook, Windows Live Contacts, Twitter, LinkedIn, Google, Outlook и «ВКонтакте» (в связи с прекращением поддержки этих приложений данной платформы всё вышеперечисленное неактуально). В разделе «What’s New» («Что нового») отображается лента новостей человека в Facebook или во «ВКонтакте», а раздел «Pictures» («Изображения») показывает изображения из перечисленных социальных сетей. Раздел «Me» («Я») в хабе «People» даёт информацию о статусе и стене пользователя в соцсети, позволяет редактировать статус и отмечать пребывание в музеях и ресторанах.
Если контактная информация содержится в нескольких сетях, пользователи могут связать контакты с нескольких аккаунтов, что позволит просматривать информацию на одной странице.

### Электронная почта
Windows Phone поддерживает Outlook.com, Exchange, Yahoo! Mail, Gmail и другие сервисы через протоколы POP3 и IMAP. Контакты и календари также синхронизируются с помощью этих сервисов. Пользователи могут совершать поиск по темам, тексту писем, отправителям и получателям. При этом несколько почтовых аккаунтов могут быть объединены в одном ящике.

### Мультимедиа

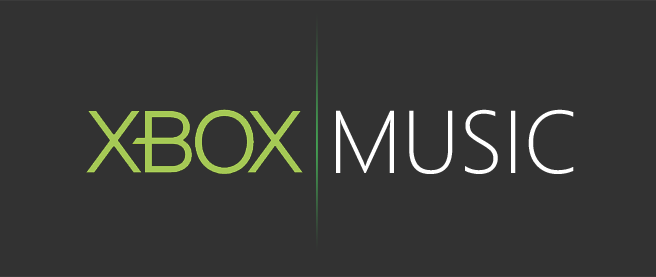

Xbox Music и Xbox Video являются встроенными хабами, которые обеспечивают развлечения и возможность синхронизации между ПК, Windows Phone и другими продуктами Microsoft. Хабы дают пользователям доступ к музыке, видео и подкастам, сохранённым на устройстве, и связывают напрямую с Xbox Music Store для покупки музыки и Xbox Video Store для приобретения фильмов и сериалов. При поиске музыки по исполнителям пользователь может просматривать их биографии и фотографии. Хаб Xbox Music также интегрируется с другими приложениями, включая iHeartRadio, YouTube и Vevo.
Хаб Pictures отображает альбомы пользователя в Facebook и на OneDrive, а также фотографии, сделанные с помощью камеры устройства. Пользователи могут загружать фотографии в соцсети и комментировать фотографии других. Приближать и отдалять изображения возможно с использованием технологии мультитач.

### Поддержка медиаформатов
Windows Phone поддерживает форматы и стандарты MP3, WMA, AMR, AAC/MP4/M4A/M4B и 3GP/3G2. Microsoft также подтвердила, что с выходом WIndows 10 Mobile будет поддерживаться формат FLAC. Доступные видеоформаты включают форматы и стандарты WMV, AVI, MP4/M4V, 3GP/3G2 и MOV (QuickTime). Проигрывание этих аудио- и видеоформатов зависит от встроенных кодеков. Сообщается о том, что кодеки DivX и Xvid в файлах формата AVI также проигрываются на устройствах Windows Phone.
Среди форматов изображений поддерживаются JPG/JPEG, PNG, TIF и Bitmap (BMP).
Пользователи могут добавлять рингтоны размером не больше 1 Мб и длительностью не больше 1 минуты.

### Игры
Хаб Games («Игры») даёт доступ к играм на телефоне наряду с функциональностью Xbox Live, включая возможность взаимодействовать со своим аватаром, просматривать и редактировать профиль, видеть свои достижения и списки лидеров, а также слать сообщения друзьям на Xbox Live. Эта функция больше недоступна, при желании присоединиться или привязать учётную запись перенаправляет на несуществующий сайт.

### Поиск
Bing по умолчанию является поисковой системой на устройствах Windows Phone, так как её функции глубоко интегрированы с операционной системой, включая использование картографического сервиса для поиска и запросов, основанных на местонахождении. Тем не менее, Microsoft заявил, что есть возможность использования и других поисковых систем.
Также пользователь может устанавливать названия песен с помощью Bing Audio, а пользуясь Bing Vision, сканировать линейные штрихкоды, QR-коды и другие пометки.

### Microsoft Office Mobile на Windows Phone 8
На всех устройствах Windows Phone установлен Microsoft Office Mobile, который обеспечивает совместимость Windows Phone и версии Microsoft Office для компьютеров. Мобильные приложения Word Mobile, Excel Mobile, PowerPoint Mobile и SharePoint Workspace доступны через общий хаб Office и позволяют просматривать и редактировать большинство форматов файлов Microsoft Office. Хаб Office имеет доступ к файлам на OneDrive и Office 365, а также материалам, сохранённым на самом устройстве. Хотя они не являются встроенными, OneNote Mobile, Lync Mobile и OneDrive for Business можно загрузить отдельно из Windows Phone Store.

## Разработка устройств

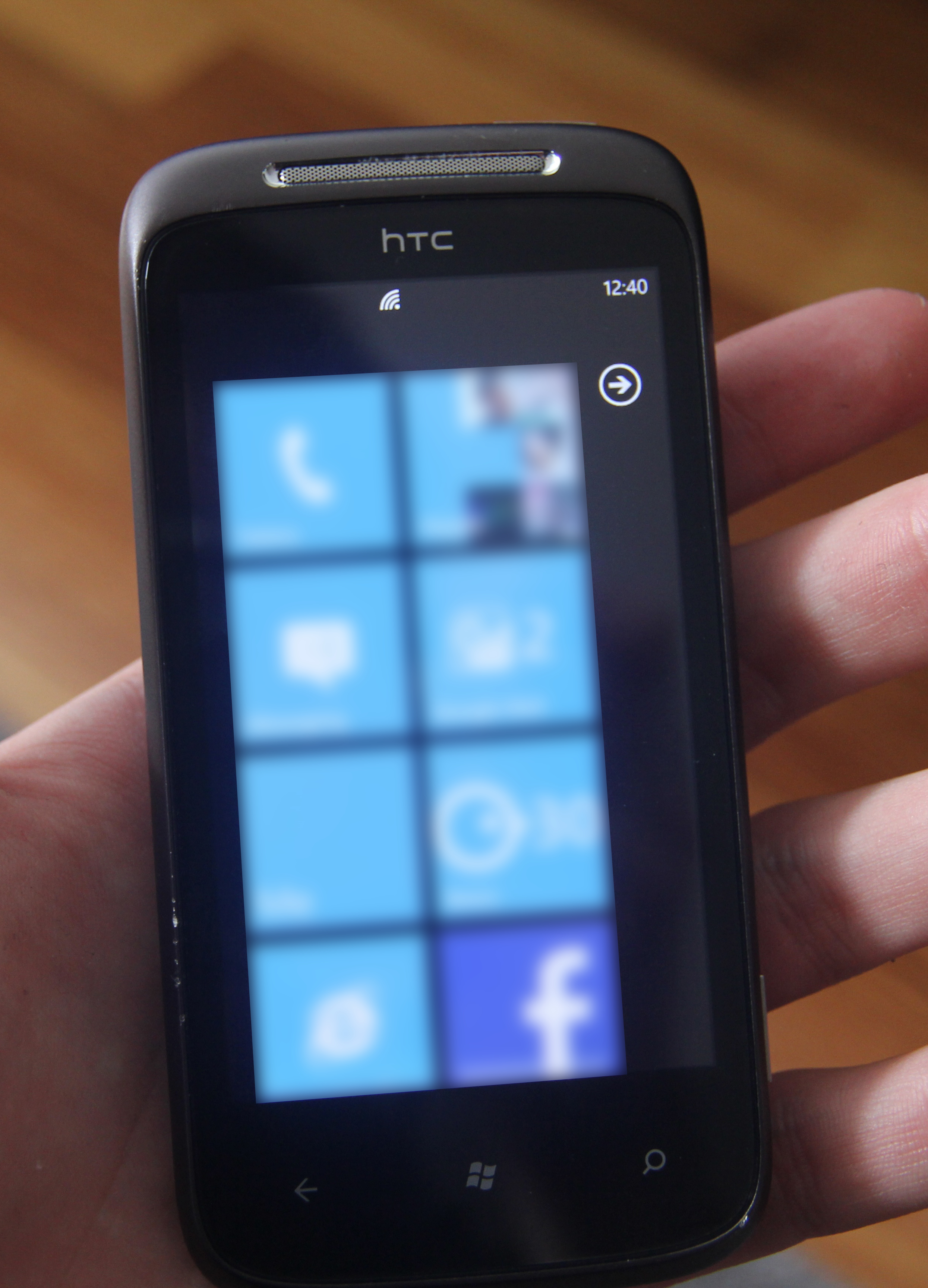
HTC 7 Mozart — первый в России смартфон под управлением Windows Phone

К разработке мобильных решений под новую платформу приступили, в частности, HTC, LG, Samsung, Dell, Fujitsu, Toshiba, Acer, Nokia, ZTE, Highscreen, Microsoft. Мобильные устройства «первого поколения» на базе операционной системы Windows Phone 7 вышли на рынок в конце 2010 года, а смартфоны «второго поколения» (с обновлением Mango) — в конце 2011 года. Среди представленных смартфонов были и смартфоны от Nokia, с которой Microsoft ещё 11 февраля 2011 года объявили о сотрудничестве, а 21 апреля 2011 года компании заключили соглашение о партнёрстве В октябре 2011 на конференции Nokia World финская компания представила первые смартфоны на базе Windows Phone — «старшая» модель Nokia Lumia 800 и «младшая» Nokia Lumia 710.
Устройств первого поколения в России официально не было в продаже, так как Microsoft принял решение о том, что для запуска необходимо интегрировать систему с локальными онлайн-сервисами и реализовать полную поддержку русского языка. 16 сентября 2011 года, спустя почти год после презентации первых телефонов на Windows Phone, в продаже в России появился первый смартфон на платформе Windows Phone — HTC 7 Mozart. Он является аппаратом первого поколения, но в России был представлен уже с обновлённой версией операционной системы, где была реализована поддержка русского языка — Windows Phone 7.5 Mango. В конце ноября 2011 года благодаря сотрудничеству Microsoft и Яндекс в смартфонах, продающихся в России, вместо поисковой системы Bing поиском по умолчанию стал Яндекс.
Были объявлены следующие системные требования для Windows Phone 7.5 Refresh: одноядерный процессор от 800 МГц, оперативная память от 256 Мбайт, флеш-память от 4 Гбайт, ёмкостный 4-точечный сенсорный экран, дисплей с разрешением WVGA (800×480), DirectX-видеопроцессор, 3,5-мм разъём для наушников, microUSB 2.0, WiFi 802.11 b/g, FM-радио, Bluetooth, аппаратные кнопки управления, в том числе «Старт», «Поиск», «Назад».

## Магазин приложений
В настоящее время Магазин Приложений закрыт.
Для устройств на Windows Phone предусмотрен интернет-магазин программ и игр Windows Phone Store (ранее Windows Phone Marketplace), доступный в 60 странах. Покупка или установка этих приложений возможна через раздел Marketplace на телефоне или через браузер. В конце июня 2012 года Microsoft официально заявила, что в магазине количество приложений перевалило за 100 тысяч. На июнь 2015 количество приложений в Windows Phone Store составляло 380 тысяч.
Для покупки музыки, видео, подкастов, телевизионных передач существует интернет-магазин Zune Marketplace, который доступен на телефоне через раздел «Музыка + видео» или через специальную программу Zune Software, установленную на компьютере с операционной системой Windows. Zune Software также выполняет функции проигрывателя и каталогизатора, который синхронизирует устройство и персональный компьютер, а также используется для обновления операционной системы смартфонов. Для Mac OS X компания Microsoft выпустила аналогичное приложение — Windows Phone 7 Connector, которое, помимо прочего, позволяет синхронизировать Windows Phone с частью библиотеки iTunes (фильмы, музыку, аудио- и видеоподкасты) и iPhoto.
Установка приложений и игр на Windows Phone возможна только из официального интернет-магазина Windows Phone Marketplace. Для энтузиастов возможна разблокировка телефона при помощи утверждённого Microsoft сервиса ChevronWP Labs, в результате чего на смартфон можно устанавливать самодельные приложения или использовать его для тестирования в обход Marketplace и официальной разблокировки телефона в качестве разработчика.
В сентябре 2012 года Microsoft официально переименовала Windows Phone Marketplace в Windows Phone Store, обновив и улучшив поиск по приложениям. С 30 ноября, после очередного обновления Windows Phone Store, для устройств на платформе Windows Phone 8 появилась возможность устанавливать приложения и игры с SD-карты вручную.
Для разработки приложений и игр используется Silverlight или XNA. Microsoft выпустила инструментарий разработчика Windows Phone SDK, для которого необходимы Visual Studio 2010 Express for Windows Phone, Expression Blend 4 for Windows Phone, XNA Game Studio 4.0. Формат файлов установки сменился с .cab, используемого в Windows Mobile, на новый — .xap.
В конце 2012 года Microsoft официально сообщила о доступности более 150 тысяч приложений в Windows Phone Store и о функционировании магазина в 191 стране. Летом 2013 года количество приложений в магазине достигло 165 тысяч. В августе этого же года количество загрузок в Windows Phone Store достигло двух миллиардов.

## Реакция

### Отзывы о Metro UI
Стиль Metro UI (позже переименован в Modern UI) и общий интерфейс операционной системы получил положительные отзывы, включая похвалу ZDNet за дизайн интерфейса. Портал Engadget и ZDNet хорошо восприняли интеграцию Facebook с хабом People, а также другие встроенные возможности.
Среди недостатков системы эксперты ресурса Mobile Review называют недостаточную интуитивность интерфейса и то, что производители устройств не могут устанавливать свои номеронабиратели, браузеры, клавиатуры и другие приложения.

### Отзывы об устройствах на Windows Phone
В обзоре Nokia Lumia 520 на Хабр одним из главных преимуществ названа плавная и быстрая работа ОС. Объём оперативной памяти в 512 MB не сказывается на ресурсоёмких приложениях. Отмечается также скорость загрузки страниц в браузере и высокая производительность в графических приложениях.
Среди положительных особенностей были также названы возможность получения 7 GB пространства в облачном хранилище на OneDrive и возможность читать и редактировать файлы Word, Excel, PowerPoint и записи OneNote прямо в телефоне.
В обзоре ресурса Mobile Review устройства на Windows Phone получили положительный отзыв за единый стиль всех приложений, полноту резервной копии (SMS и последние звонки автоматически подтягиваются из облачного хранилища), а также тесную интеграцию с социальными сетями Facebook и Twitter.

### Доля рынка
- Кризис помог WP. Продажи смартфонов на базе Windows Phone в России резко выросли в начале 2015 г. на фоне кризиса. Смартфоны с операционной системой от Microsoft потеснили iPhone. В штучном выражении смартфоны на Windows действительно обошли iPhone по итогам пяти месяцев 2015 г., подтверждают представитель «Евросети» Ульяна Смольская и представитель МТС Дмитрий Солодовников. Последний замечает, что доля устройств на Windows начала расти ещё в декабре 2014 года[источник не указан 2205 дней].

Согласно отчёту аналитической компании International Data Corporation, в 2013 году Windows Phone вошёл в тройку лидеров по выпуску операционных систем для смартфонов и был назван платформой с наиболее быстрыми показателями роста доли рынка (на момент публикации прирост составлял 91 % в год). Windows Phone являлась третьей по распространённости операционной системой на 9 рынках.
В 2015 году, по информации от «Связного», продажи Windows Phone в России выросли на 107 %. Доля смартфонов на ОС от Microsoft достигла рекордных показателей впервые за всё время продаж. По сравнению с 2014 годом цифра увеличилась в 2 раза.
Тем не менее, по данным аналитической компании IDC, доля рынка устройств на базе Windows Phone, пройдя свой максимум в 2013 со значением 3,4 %, снизилась до 2,5 % во втором квартале 2014 года. В дальнейшем доля Windows Phone только снижается, достигнув значения 1,6 % к концу 2015. К середине 2016 года доля Windows Phone сократилась до исторического минимума в 0,7 % рынка. На данный момент доля упала настолько, что не регистрируется статистикой.